# Campeonato Europeo Sub-18 1960
El Campeonato Europeo Sub-18 1960 se realizó en Austria del 16 al 24 de abril y contó con la participación de 16 selecciones juveniles de Europa.
Hungría venció en la final a Rumania para lograr el título por segunda ocasión.

## Participantes
| - Austria (anfitrión) - Bélgica - Bulgaria - Alemania Democrática | - Inglaterra - Francia - Alemania Federal - Grecia | - Hungría - Italia - Países Bajos - Polonia | - Portugal - Rumania - España - Turquía |

## Fase de grupos

### Grupo A
| País         | J | G | E | P | GF | GC | GD | Pts |
| ------------ | - | - | - | - | -- | -- | -- | --- |
| Portugal     | 3 | 2 | 1 | 0 | 7  | 2  | +5 | 5   |
| Países Bajos | 3 | 2 | 0 | 1 | 3  | 2  | +1 | 4   |
| Italia       | 3 | 1 | 1 | 1 | 2  | 1  | +1 | 3   |
| Grecia       | 3 | 0 | 0 | 3 | 1  | 8  | –7 | 0   |

| 16 abril | Países Bajos | 1–0 | Grecia       |
|          | Portugal     | 0–0 | Italia       |
| 18 abril | Italia       | 2–0 | Grecia       |
|          | Portugal     | 2–1 | Países Bajos |
| 20 abril | Grecia       | 1–5 | Portugal     |
|          | Países Bajos | 1–0 | Italia       |

### Grupo B
| País       | J | G | E | P | GF | GC | GD | Pts |
| ---------- | - | - | - | - | -- | -- | -- | --- |
| Austria    | 3 | 2 | 1 | 0 | 5  | 2  | +3 | 5   |
| Bulgaria   | 3 | 1 | 1 | 1 | 3  | 3  | 0  | 3   |
| Inglaterra | 3 | 1 | 0 | 2 | 4  | 4  | 0  | 2   |
| Polonia    | 3 | 1 | 0 | 2 | 5  | 8  | –3 | 2   |

| 16 abril | Bulgaria   | 1–0 | Inglaterra |
|          | Polonia    | 1–3 | Austria    |
| 18 abril | Inglaterra | 4–2 | Polonia    |
|          | Bulgaria   | 1–1 | Austria    |
| 20 abril | Austria    | 1–0 | Inglaterra |
|          | Polonia    | 2–1 | Bulgaria   |

### Grupo C
| País                 | J | G | E | P | GF | GC | GD | Pts |
| -------------------- | - | - | - | - | -- | -- | -- | --- |
| Hungría              | 3 | 2 | 1 | 0 | 6  | 1  | +5 | 5   |
| Alemania Federal     | 3 | 1 | 2 | 0 | 3  | 2  | +1 | 4   |
| Turquía              | 3 | 1 | 0 | 2 | 1  | 4  | –3 | 2   |
| Alemania Democrática | 3 | 0 | 1 | 2 | 1  | 4  | –3 | 1   |

| 16 abril | Hungría              | 2–0 | Alemania Democrática |
|          | Alemania Federal     | 1–0 | Turquía              |
| 18 abril | Turquía              | 1–0 | Alemania Democrática |
|          | Alemania Federal     | 1–1 | Hungría              |
| 20 abril | Hungría              | 3–0 | Turquía              |
|          | Alemania Democrática | 1–1 | Alemania Federal     |

### Grupo D
| País    | J | G | E | P | GF | GC | GD  | Pts |
| ------- | - | - | - | - | -- | -- | --- | --- |
| Rumania | 3 | 3 | 0 | 0 | 12 | 2  | +10 | 6   |
| Bélgica | 3 | 2 | 0 | 1 | 4  | 5  | –1  | 4   |
| España  | 3 | 1 | 0 | 2 | 4  | 8  | –4  | 2   |
| Francia | 3 | 0 | 0 | 3 | 3  | 8  | –5  | 0   |

| 16 abril | España  | 2–1 | Francia |
|          | Rumania | 3–0 | Bélgica |
| 18 abril | Bélgica | 2–1 | España  |
|          | Francia | 1–4 | Rumania |
| 20 abril | Rumania | 5–1 | España  |
|          | Bélgica | 2–1 | Francia |

## Fase final
|  | Semifinales        | Semifinales        |   |                    | Final              | Final |  |
|  |                    |                    |   |                    |                    |       |  |
|  |                    |                    |   |                    |                    |       |  |
|  | Viena, 22 de abril |                    |   |                    |                    |       |  |
|  | Rumania            | 4                  |   |                    |                    |       |  |
|  | Austria            | 1                  |   |                    |                    |       |  |
|  |                    |                    |   |                    |                    |       |  |
|  |                    |                    |   |                    | Viena, 24 de abril |       |  |
|  |                    |                    |   |                    | Rumania            | 1     |  |
|  |                    | Hungría            | 2 |                    |                    |       |  |
|  |                    |                    |   |                    |                    |       |  |
|  |                    |                    |   |                    |                    |       |  |
|  |                    |                    |   |                    | Tercer lugar       |       |  |
|  | Viena, 22 de abril | Viena, 22 de abril |   | Viena, 24 de abril | Viena, 24 de abril |       |  |
|  | Portugal           | 1                  |   | Portugal           | 2                  |       |  |
|  | Hungría            | 2                  |   |                    | Austria            | 1     |  |

## Campeón
| Eurocopa Sub-18 1960 |
| -------------------- |
| Bandera de Hungría   |
| Hungría 2º Título    |